# Álex Kouri
Alexander Martín Kouri Bumachar (pronunciado /kuri/; San Isidro, 7 de abril de 1964) es un abogado y político peruano. Fue presidente del Gobierno Regional del Callao, desde enero del 2007 hasta diciembre del 2010 y alcalde de la provincia homónima desde 1996 hasta el 2006. También fue congresista constituyente en 1992 y fue procesado por corrupción en el año 2016 donde luego quedó en libertad en 2021.

## Biografía
Nació en el distrito de San Isidro, ubicado en la ciudad de Lima, el 7 de abril de 1964. Es hijo de Luis Alberto Kouri Hanna y de Jenny Bumachar Farah. Es también hermano del excongresista Alberto Kouri, protagonista del primer “Vladivideo”. 
Realizó sus estudios de primaria y secundaria en el  Colegio de La Inmaculada de los padres Jesuitas. Ingresó luego a la Facultad de Derecho y Ciencias Políticas de la Universidad de San Martín de Porres y después se trasladó a la Universidad de Lima. Ha realizado también estudios de especialización en Administración de Gobiernos Locales y Regionales en la Universidad de Israel. Cuenta con una maestría en Seguridad, Crisis y Emergencias en el Instituto Ortega y Gasset (IUOG), maestría en Inteligencia y Contra Inteligencia por el CISDE (España) y estudios avanzados en Operaciones Psicológicas y de Propaganda.

## Carrera política
Se inició en el ámbito político como dirigente estudiantil y militante del Partido Popular Cristiano, fundado por Luis Bedoya Reyes, donde luego en 1981 llegó a ocupar la Secretaría Nacional de Asuntos Universitarios del PPC. En el IV Congreso del PPC, en 1990, Kouri asumió secretario nacional de Doctrina y fue nombrado miembro del Comité Ejecutivo Nacional y de la comisión Nacional de Política del PPC.
En las elecciones municipales del año 1989, Kouri participa por primera vez en la política como candidato en la lista de regidores liderados por el candidato Juan Incháustegui del Frente Democrático.
Fue director municipal del Callao en 1990 y presidente de la Beneficencia Pública del Callao de 1990 a 1992, ambos cargos los asumió durante la gestión municipal de Kurt Woll Muller. 

### Congresista Constituyente
Luego del autogolpe de estado decretado el 5 de abril de 1992 por el presidente Alberto Fujimori, se convocaron luego a elecciones constituyente en noviembre del mismo año donde Kouri postuló al Congreso Constituyente Democrático por el Partido Popular Cristiano y resultó elegido con 35,918 votos.

### Alcalde de Callao
Culminando su gestión como congresista, Kouri decidió alejarse del Partido Popular Cristiano en 1995 para luego fundar su propia agrupación política llamada “Chim Pum Callao”. En las elecciones municipales de 1995, postuló a la alcaldía provincial del Callao compitiendo contra Kurt Woll Muller de la alianza fujimorista Cambio 90 - Nueva Mayoría y logró ser elegido como alcalde del Callao para el periodo 1996-1998. Fue reelegido en 1998 y luego en 2002.
Durante su gestión municipal, realizó obras como parques y centros de salud. Además de su participación en diversas inauguraciones públicas.
En 1996, Kouri asistió a la ceremonia realizada en la residencia del embajador de Japón en el distrito de San Isidro donde luego fue tomada por los terroristas del Movimiento Revolucionario Túpac Amaru y permaneció como rehén hasta su salida ese mismo año.

### Presidente Regional del Callao
En 2006, Kouri decide renunciar a su cargo como alcalde para luego postular al Gobierno Regional del Callao en las elecciones regionales del mismo año compitiendo contra Rogelio Canches quien iba a la reelección. Finalmente, Kouri resultó elegido como el segundo presidente del Gobierno Regional del Callao y juramentó para el periodo 2007-2010.
En febrero del 2010 anunció su postulación a la Alcaldía Provincial de Lima y luego indicó que lo realizará por el partido Cambio Radical de José Barba Caballero. Fue candidato a la alcaldía de Lima en las elecciones municipales de Lima de 2010 hasta el 20 de agosto de 2010, fecha en la que el Jurado Nacional de Elecciones por resolución 1531-2010-JNE lo vetó por no cumplir con el requisito legal para postular a dicho cargo, el cual consiste en residir en forma permanente los dos últimos años en la capital peruana.

## Problemas legales

### Denuncias por corrupción

#### Vladivideo
En sus reuniones con Vladimiro Montesinos habló con él del caso judicial de un primo hermano suyo. En la transcripción, se puede ver cómo Montesinos procura concertar una reunión entre el detenido y Kouri para que cambie su versión y salga de la cárcel rápido. Otros temas de conversación entre Kouri y Montesinos fueron: Atacar a Alberto Andrade con entrevistas arregladas, la coordinación para copar alcaldías limeñas y boicotear a Andrade, la sugerencia de una Ley para evitar la postulación de Andrade a la Presidencia de la República en el 2006 y formas de neutralizar a la oposición en el año 2000.

#### Vía Expresa del Callao
En el año 2000, Kouri otorgó a la empresa argentina Convial la concesión de la Vía Expresa del Callao. A causa de una serie de irregularidades, en el 2006, el órgano de Control Institucional de la Municipalidad Provincial del Callao inició un proceso de fiscalización que luego sería continuado por la Contraloría General de la República. La Comisión Auditora determinó irregularidades tanto en el proceso de selección como en el contrato. Otros beneficios a la empresa concesionaria incluían no aplicar una penalidad por el retraso de la ejecución de la obra, modificación del diseño de la obra, etc.
Convial, la empresa encargada de la Vía Expresa del Callao, invirtió apenas US$ 8 millones de los más de US$ 45 millones que citaba el contrato firmado en 1999 cuando él era alcalde. Además a Convial se le permitió recaudar US$ 12.5 millones en peajes. Expertos de la Contraloría calculan que los daños y perjuicios ocasionados al Estado ascienden a US$ 32 millones.
Otra irregularidad del caso es que el proyecto de ejecución de la Vía Expresa del Callao fue conversada entre Kouri y Vladimiro Montesinos, donde afirmó que "el negocio es el peaje".

### Sentencia y encarcelamiento
El 30 de junio del 2016 Kouri fue sentenciado a cinco años de prisión efectiva por el delito de colusión desleal. La Cuarta Sala Penal Liquidadora de Lima dictó la sentencia que además le inhabilitaba para ejercer funciones públicas durante tres años y le adjudicaba el pago de una reparación de 26 millones de soles.
El 2 de abril del 2020 solicitó a través de su defensa legal ser excarcelado y quedar solo bajo arresto domiciliario ante el posible riesgo de contraer COVID-19 en el Penal Ancón II. Semanas después, pese a haber dado positivo a una prueba de coronavirus, dicha solicitud fue rechazada por la Sala Mixta de Emergencia de la Corte Superior de Justicia de Lima, la cual ordenó su inmediato traslado al rehabilitado Penal de San Jorge.
El 29 de junio de 2021 quedó en libertad luego de cumplir sus cinco años de sentencia. No obstante en junio de 2022 está registrado en la lista de inhabilitados por la Autoridad Nacional del Servicio Civil.

## Publicaciones
Ha publicado cuatro libros relacionados con la jurisprudencia, legislación, la gestión pública y otros temas vinculados a la política, el derecho y la gobernanza: 
- “Fenomenología de la legalización de los partidos políticos BILDU / MOVADEF” (2013)
- “Reflexiones- Bloqueo de celulares en prisiones de máxima seguridad (desde la óptica de Inteligencia)” (julio de 2016)
- “Civiam Participationem- Mecanismos de participación y control ciudadanos en el Perú” (octubre de 2016)
- “Jurisprudencia constitucional peruana y gobernanza local y regional” (2017)